# Pifou
Pifou è un cucciolo di cartone animato creato da Roger Mas nel 1958. Apparso nel numero 685 di Vaillant in un'avventura del cane Pif le chien, è stato poi oggetto di avventure a fumetti separate. Negli anni '70, per Pifou Poche, fu disegnato anche da Henri Dufranne e André Schwartz su sceneggiatura di Roger Mas.

## Descrizione
Pifou è un personaggio dei cartoni animati vicino a Pif. Quando è apparso per la prima volta (Vaillant n°  685,luglio 1958), Pif lo presenta un po' imbarazzato come suo figlio, senza menzionare l'identità della madre. Come lui, è un cane antropomorfo, bipede, dotato di linguaggio, anche se si esprime principalmente dalla sua seconda apparizione da "Glop-glop!" e "No glop, no glop!, Un vocabolario limitato che corrisponde alla sua natura di cucciolo.
Il personaggio è disegnato come Pif, con un mantello in due parti: la testa e il dorso sono arancioni con macchie nere (con orecchie nere), mentre la bocca, il ventre e la punta delle zampe sono bianchi. Più piccolo di Pif, con un naso più piccolo, Pifou ha una grande testa rotonda, che gli conferisce proporzioni più vicine a quelle di un bambino.
Dopo essersi evoluto nell'ambiente di Pif (Tata, Tonton e Doudou), Pifou si emancipa pochi mesi dopo. Vive con il tirannico Brutos, un bulldog lungimirante, prolisso e paternalista, che gli fa da tirapiedi.  Non si arrende, ribaltando rapidamente la situazione a suo vantaggio. Naturalmente allegro, determinato e insignificante, Pifou mostra la sua approvazione con l'espressione glop-glop! e la sua disapprovazione con l'espressione non glop, non glop!. Quasi tutto il suo linguaggio si riduce a queste due formule che candidamente contrastano con la logorrea dell'amico Brutos. In rare occasioni usa altre due espressioni: Ugh! nel senso che non gli piace quello che ha appena mangiato, seguito da "Kchtu!" , onomatopea legata al rifiuto di questo stesso alimento. A volte si lancia in lunghe filippiche, con grande sorpresa dei suoi interlocutori.
I personaggi Pif e Pifou furono pubblicati in italiano nella rivista per ragazzi Il Pioniere Noi Donne nel 1967 e inizio 1968
Troviamo Pifou in Pif Gadget fino al 1987, in Pifou Poche d'ottobre 1966 a luglio 1980 (122 numeri), su Le Journal de Pifou, mensile apparso nel 1975, e su Pifou, quotidiano per bambini dai 4 ai 7 anni negli anni '80 e '90.

## Riferimenti nella cultura popolare
I termini glop e non glop si trovano a volte oggi nella sottocultura francofona. in particolare quella degli appassionati di fumetti, o nei circoli di sinistra militante, o in entrambi.
Almeno dal maggio 68, nelle assemblee generali o nelle manifestazioni si sentiva talvolta uno slogan politico: “Pif, Pifou, Tonton, Tata, Ercole!E glop, no glop, questa era la dialettica! L'origine esatta di questa espressione rimane incerta, ma il suo significato era chiaro: mirava a deridere gruppi politici il cui discorso era considerato semplicistico, in contrasto con la serissima dialettica marxista: il loro discorso si riduceva a determinare se un fatto era " glop" o "non glop". È interessante notare che questa espressione illustra come una generazione di giovani lettori di Vaillant poi di Pif Gadget (giornali editi dal Partito Comunista Francese e che rappresentavano per la stampa giovanile di sinistra una eccellenza negli anni Cinquanta e Sessanta) e molto presto creò sinonimo "di sinistra".
Troviamo un cenno a Pifou nella versione francese dei videogiochi Pokémon Blu, Rosso e Giallo così come Pokémon Oro, Argento e Cristallo dove un personaggio non giocabile (NPC) si esprime allo stesso modo.

## Collezioni
- Histoires Inédites avec Pifou, éditions Vaillant, 1965

- Pifou, coll. "Les rois du rire" no 5, éditions Vaillant, 1968
- Pifou, coll. "Les rois du rire" no 8, éditions Vaillant, 1969
- La Lampe de baladin, éditions Vaillant, 1978[7]
- Glop, Glop, Gloper, coll. "Pif et ses amis", éditions Vaillant, 1986
  - Réédité aux éditions Soleil en 1995
- Histoires de rire, coll. "Pif/La Farandole", 1987
  - Réédité aux éditions Soleil en 1995